# Andreas Lutz (Eishockeyspieler)
Andreas Lutz (* 30. März 1986 in Meran, Südtirol) ist ein italienischer Eishockeyspieler, der seit 2017 bei Ritten Sport in der Alps Hockey League unter Vertrag steht.

## Karriere
Andreas Lutz begann seine Karriere bei seinem Heimatverein, dem HC Meran. 2005 unterschrieb er einen Vertrag bei Ritten Sport, bevor er 2006 für drei Jahre zur SG Pontebba wechselte, mit dem er 2008 die Coppa Italia gewann. Am Ende der Saison 2008/09 wurde er an die SG Cortina ausgeliehen, da seine Mannschaft keine Chance auf einen Play-off-Platz hatte. Im Sommer 2009 kehrte er zur SG Pontebba zurück. Zur Saison 2011/12 wechselte Lutz zu Hockey Milano Rossoblu in die zweitklassige Serie A2. Bereits 2012 gelang ihm mit dem Team aus der lombardischen Metropole der Aufstieg in die Erstklassigkeit. Nach vier Saisonen in Mailand wechselte der Südtiroler zu Asiago Hockey, wo er zwei Spielzeiten verweilte. Anschließend setzte Lutz seine Karriere bei Ritten Sport fort.

### International
Andreas Lutz vertrat sein Heimatland im Juniorenbereich bei den U18-Weltmeisterschaften 2003 und 2004 sowie den U20-Weltmeisterschaften 2004, 2005 und 2006. 
Für die Weltmeisterschaft der Top-Division 2008 wurde er das erste Mal für die Herrenauswahl Italiens nominiert und belegte mit dem Nationalteam den letzten Platz, was zum Abstieg Italiens in die Division I führte. 2011 wurde er in den Kader für die Weltmeisterschaft der Division I berufen und stand in vier Spielen für sein Heimatland auf dem Eis. Dabei gelang als Gruppensieger der Wiederaufstieg in die Top-Division.

## Erfolge und Auszeichnungen
- 2008 Italienischer Pokalsieger mit der SG Pontebba
- 2011 Aufstieg in die Top-Division bei der Weltmeisterschaft der Division I, Gruppe A
- 2012 Aufstieg in die Serie A1 mit Hockey Milano Rossoblu

## Karrierestatistik
(Legende zur Spielerstatistik: Sp oder GP = absolvierte Spiele; T oder G = erzielte Tore; V oder A = erzielte Assists; Pkt oder Pts = erzielte Scorerpunkte; SM oder PIM = erhaltene Strafminuten; +/− = Plus/Minus-Bilanz; PP = erzielte Überzahltore; SH = erzielte Unterzahltore; GW = erzielte Siegtore; 1 Play-downs/Relegation; Kursiv: Statistik nicht vollständig)

## Familie
Sein Vater Bernhard Lutz (* 1956) war in der Saison 2003/04 Cheftrainer des HC Meran in der höchsten italienischen Spielklasse. Ebenfalls fungierte er zeitweise als Assistenztrainer im Meraner Nachwuchs.